# محمدامین سازگارنژاد
نماینده حوزه انتخابیه سروستان (استان فارس ) در اولین دوره مجلس شورای اسلامی بود.او با اخذ ۷۴/۴ ٪ (۱۵۷۰۰ رأی ) ارای ماخوذه انتخاب شد.

## سایر فعالیت ها
او در دوره عبدالله نوری معاون وزیر کشور بود. همچنین سازگارنژاد در دوران ریاست جمهوری سید محمد خاتمی معاونت وزارت کار و رفاه اجتماعی را و ریاست سازمان فنی و حرفه‌ای کشور را بر عهده داشت و در ماجرای رد صلاحیتهای نمایندگان مجلس ششم به همراه هفتاد نفر دیگر از معاونین وزرای دولت اصلاحات در اعتراض به عملکرد شورای نگهبان استعفا کرد.
او در حال حاضر رئیس سازمان فنی حرفه کشور است.